# DNP3

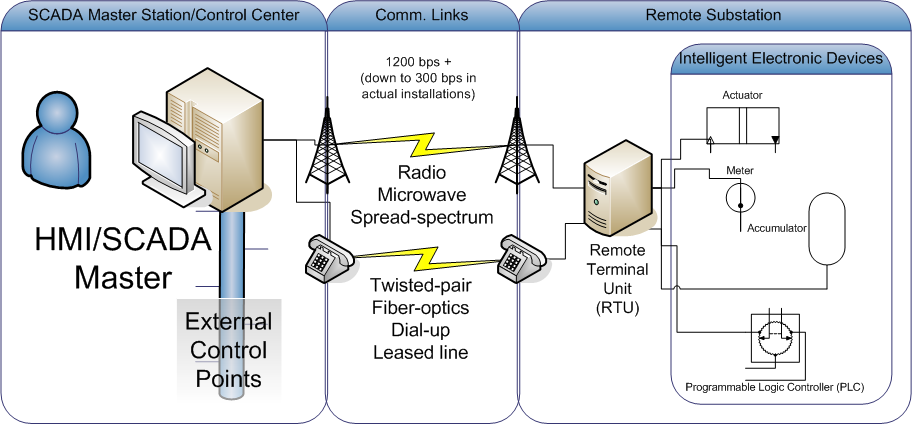
Synoptique de la commande à distance à l'aide du protocole DNP.

Le protocole DNP3 (Distributed Network Protocol) est utilisé dans les systèmes d'automatisation. Il est principalement utilisé par les utilités électriques et les services d'eau. Il est rarement utilisé hors de ces domaines. Le protocole a été développé pour la communication entre différents types de systèmes de contrôle et d'acquisition de données. Son rôle est crucial dans les systèmes SCADA, étant utilisé par des centres de contrôles, par des unités terminales (RTU) et par des dispositifs électroniques intelligents (IED (en)). Le protocole est utilisé principalement pour la communication entre un système de supervision et des RTUs ou des IEDs. Les principaux compétiteurs de ce protocole sont son prédécesseur Modbus et son successeur IEC 61850 (en).  
Le protocole est présentement développé et supporté par le DNP Users Group. Il est défini par la norme IEEE 1815-2012. 